# 43-й узел связи ВМФ России
43-й узел связи ВМФ России «Вилейка» (радиостанция «Антей», RJH69) — узел связи, обеспечивающий прямую и обратную связь Главного штаба ВМФ России с атомными подводными лодками, несущими боевое дежурство в районах Атлантического, Индийского и частично Тихого океанов. Также проводит радиотехническую разведку и радиоэлектронную борьбу. Одна из нескольких подобных радиостанций единой глобальной постоянно действующей системы связи ВМФ и работает в интересах других видов Вооружённых Сил и родов войск: РВСН, ВВС, Космических войск, передавая в эфир сигналы эталонного времени в рамках проекта «Бета».
Расположен в Беларуси, в десяти километрах от города Вилейка в Минской области. Передатчик радиостанции мощностью 1000 кВт обеспечивает на сверхдлинных волнах дальность связи на расстоянии более 10 000 км.
Решение о строительстве было принято в конце 1950-х годов — на тот момент это был второй подобный объект в СССР.
Узел связи введён в строй 22 января 1964 года. Общая площадь 650 га. На объекте служат 350 офицеров и мичманов ВМФ России, а также вольнонаёмные граждане Беларуси, осуществляющие военизированную охрану. Антенный комплекс (около 400 га) состоит из 15 решётчатых опорных мачт высотой 270 м и 3 «круглых» антенных (излучающих) мачт высотой 305 м. Мачты поддерживают антенное полотно зонтичного типа, которое состоит из натянутых тросов общей массой 900 т. Диаметр «круглых» мачт составляет 2,2 м при толщине металла 2 см. Под каждой мачтой находится антенный павильон с комплексом оборудования, обеспечивающим работу радиостанции. Помещения радиостанции располагаются в фортификационном сооружении и заглублены под землю. Они являются автономными и оборудованы всеми необходимыми системами жизнеобеспечения.
Решение о размещении объекта принималось с учётом благоприятного географического положения. Высокому качеству радиосвязи способствуют относительная близость к морю и наличие окрестных болот. Структурно в состав радиостанции «Антей» также входит коротковолновый приёмо-передающий радиоцентр, расположенный в нескольких зданиях в Вилейке.

Нарукавный знак 43-го узла связи ВМФ России

Статус объекта определён российско-белорусским соглашением от 6 января 1995 года. Соглашение вступило в силу 31 мая 1996 года (для российской стороны, для белорусской — 7 июня 1996 года) и с этой даты оставалось в силе в течение 25 лет. Соглашение допускало продление срока действия по письменной договорённости сторон. Инициативы по продлению срока действия соглашения (в том числе соглашения по радиолокационной станции «Волга») были проявлены обеими сторонами.
2 июля 2021 года президентом Беларуси было официально объявлено о предотвращении попытки подрыва узла связи и задержании участников группы, готовивших теракт.
20 октября 2021 года главы военных ведомств России и Беларуси подписали документы по двум объектам: о продлении срока действия соглашения о порядке использования и содержания радиостанции Вилейка и о продлении срока завершения строительства, использования и содержания узла «Барановичи» системы предупреждения о ракетном нападении. Совет Федерации 21 сентября 2022 года ратифицировал эти протоколы с продлением срока действия на 25 лет.